# Gheorghe Popescu
Gheorghe Popescu (Calafat, 9 de dezembro de 1967) é um ex-futebolista romeno que passou por clubes como FC Barcelona, PSV Eindhoven e Steaua Bucareste

## Carreira
Gheorghe Popescu fez parte do elenco da Seleção Romena de Futebol das Copas do Mundo de 1990, 1994 e 1998. 

## Títulos

### Clubes
Steaua Bucareste
- Campeonato Romeno: 1988
- Copa da Roménia: 1988

PSV Eindhoven
- Campeonato Neerlandês: 1991, 1992
- Supercopa dos Países Baixos: 1992

Barcelona
- Supercopa da Espanha: 1996
- Copa da Espanha: 1997
- Recopa Europeia: 1997

Galatasaray
- Campeonato Turco: 1998, 1999, 2000
- Copa da Turquia: 1999, 2000
- Copa da UEFA: 1999-00
- Supercopa Europeia: 2000